# California State Prison, Sacramento
California State Prison, Sacramento, tidigare New Folsom Prison, är ett delstatligt fängelse för manliga intagna och är belägen i staden Folsom, Kalifornien i USA, granne med ett annat fängelse Folsom State Prison. Fängelset förvarar intagna som dels är klassificerade för säkerhetsnivåerna "hög" och "maximal". Dels som behöver psykiatrisk vård och/eller anses vara högriskpatienter. Sacramento har en kapacitet på att förvara 1 828 intagna men för den 18 maj 2022 var det överbeläggning och den förvarade 1 948 intagna.
År 1982 beslutades det om att bygga ut Folsom State Prison och utbyggnaden, som bestod av helt nya fängelsebyggnader, genomfördes mellan 1984 och 1987. Delar av utbyggnaden invigdes dock redan i oktober 1986 och fick namnet New Folsom Prison. Den administrerades av Folsom State men 1992 bestämde delstaten att New Folsom skulle dock bli ett självständigt fängelse och den fick då sitt nuvarande namn.
Personer som varit intagna på Sacramento är bland andra Erik Menendez.